# Prasophyllum buftonianum
Prasophyllum buftonianum là một loài thực vật có hoa trong họ Lan. Loài này được J.H.Willis miêu tả khoa học đầu tiên năm 1953.